# Барбара Кліцка
Барбара Кліцка (пол. Barbara Klicka; нар. 30 квітня 1981 у Варшаві[джерело?]) – польська поетка, письменниця та кураторка літературних подій.

## Життєпис
Родом з Плоцька, де виросла та навчалася у початковій школі. Потім почала навчання у загальній середній школі Маршала Станіслава Малаховського у Плоцьку, але зрештою закінчила загальноосвітню середню школу Навчально-консультаційного комплексу «Професор» у Плоцьку. Вивчала польську філологію та наукову інформацію у Варшавському університеті.
Дебютувала збіркою «Вразлива людина» 2000 року. У 2010–2014 роках була редакторкою «Cwiszn»  – єврейського щоквартального журналу про літературу та мистецтво.  Серед іншого публікувалася в «Аркадії», «Kursywa», «LiteRacje», «Studium». Пише колонки для журналу «Dialog», а з 2023 року є членкинею редакційної колегї, співвідповідальною за відділ польської драматургії. Також регулярно пише статті для культурного журналу «Dwutygodnik», для якого, серед іншого, створює серію подкастів. Упродовж багатьох років співпрацювала з порталом «Wolne Lektury» фонду «Nowoczesna Polska». З 2021 року — членкиня журі Гдинської літературної премії.

## Творчість

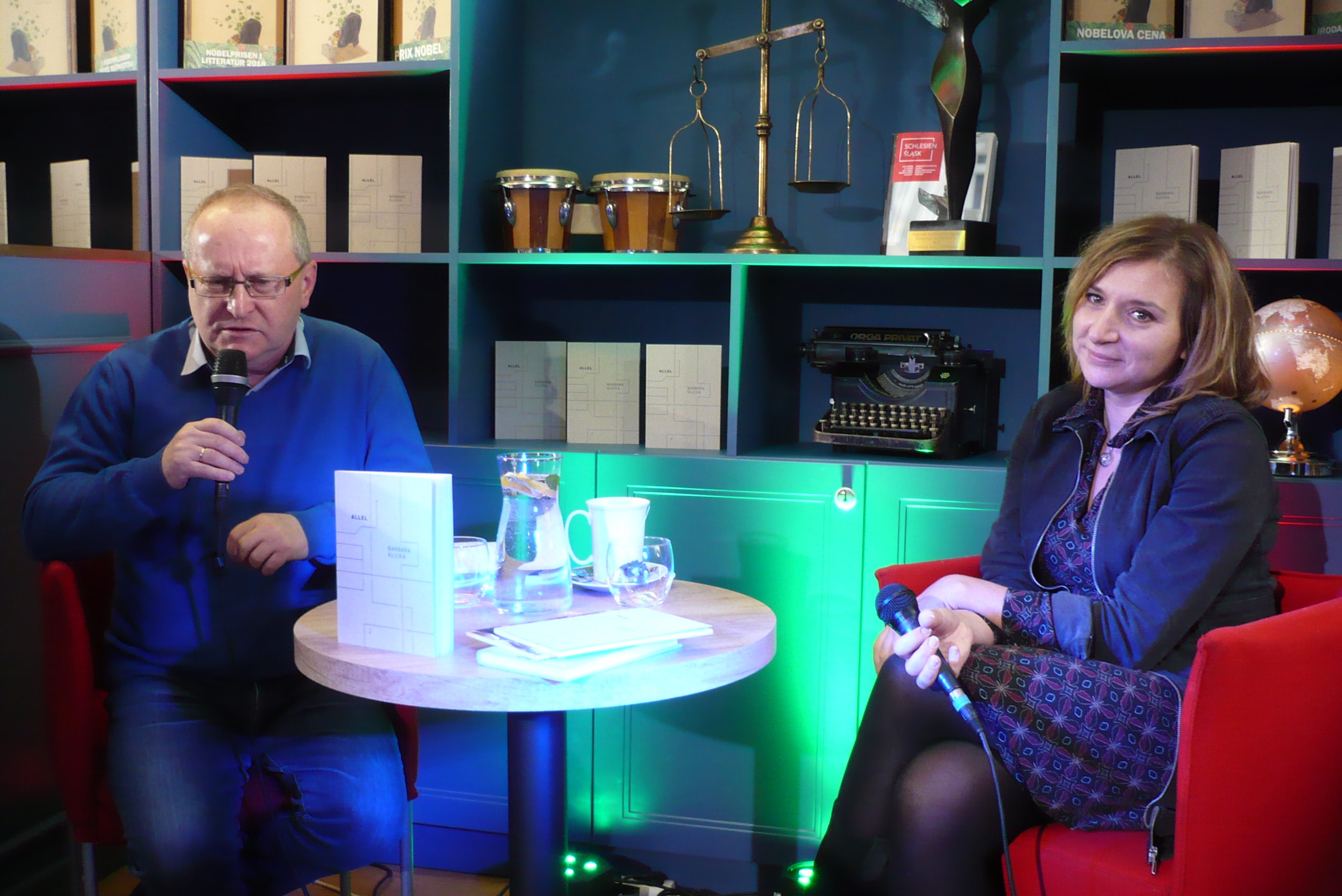
Кароль Малішевський і Барбара Кліцка, Нова Руда, 2021

Перша книжка авторки вийшла друком 2000 року в Плоцьку. 2012 року вона опублікувала збірку «same same», яку номінували на Вроцлавську поетичну премію «Сілезіус» 2013 року в категорії «Книга року». 2016 року двічі здобула перемогу: у Вроцлавській поетичній премії «Сілезіус» у тій самій категорії за збірку «Nice», а також у Гдинській літературній премії. У січні 2019 року вийшов її прозовий дебют «Санаторій» , за який вона отримала номінації на Гдинську літературну премію 2020 року в категорії прози та на премію Конрада. 2021 року видавництво «Wydawnictwo J» опублікувало збірку поезій «Allel», а 2023 року — роман «Ренета», номінований на літературну премію «Ніке» та премію імені Вітольда Гомбровича. Тексти Барбари Кліцкої перекладено англійською, німецькою, хорватською, івритом, грузинською, французькою, сербською, шведською та литовською мовами, серед інших.
2015 року разом з Яцеком Денелем та Малгожатою Текель, серед інших, вона створила проєкт «Новий таємний детектив», який охоплював публікацію книги, компакт-диска, мультимедійну виставку та блог, присвячений злочинам та проступкам міжвоєнного періоду в Польщі.
Була учасницею гурту Pochwalone та є співавторкою текстів пісень до альбому Czarny war. 2019 року взяла участь у записі альбому «Janerka na basy i głosy» у складі хору «Piór».

## Нагороди та номінації
- номінація на Вроцлавську поетичну премію «Сілезіус» в категорії книга року 2012 за збірку «same same»
- Вроцлавська поетична премія «Сілезіус» 2016 року за збірку «nice»[22]
- Літературна премія Гдині 2016 року в категорії поезії за збірку «nice»[23]
- номінація на Гдинську літературну премію 2020 року в категорії прози за роман «Санаторій»[24]
- номінація на премію Конрада 2020 року за роман «Санаторій»[25]
- номінація на літературну премію «Ніке» 2024 за роман «Ренета»[26]
- номінація на премію імені Вітольда Гомбровича 2024 за роман «Ренета»[27]

### Публікації
- Вразлива людина /Wrażliwiec, Плоцький культурно-мистецький центр, Плоцьк 2000
- same same, Instytut Mikołowski, Mikołów 2012
- nice, WBPiCAK, Poznań 2015
- Новий таємний детектив /Nowy Tajny Detektyw, Narodowe Centrum Kultury, 2015
- Буквар /Elementarz, театральна вистава, «Dialog», випуск 7-8/2018 (740-741)[28] (прем'єра на сцені за режисурою Пйотра Цепляка у Національному театрі у Варшаві 7 грудня 2017 року[29])
- Санаторій /Zdrój, W. A. B., 2019
- allel, Wydawnictwo J, 2021 [30]
- Ренета, 2023[31]

### Антології (вибране)
- З косами. Антологія нової поезії /Warkoczami. Antologia nowej poezji, ред. Йоанна Мюллер, Сильвія Глушак, Беата Ґула, Центр культури Старого міста, Варшава 2016.

## Переклади українською
2025 року у видавництві «Ще одну сторінку» вийшов український переклад роману «Санаторій». Перекладачка — Лідія Кіцила.